# Ланге, Густав (скрипач)
Гу́став Фре́дрик Ла́нге (норв. Gustav Fredrik Lange; 22 февраля 1861, Фредриксхалл близ Халдена — 11 февраля 1939, Осло) — норвежский музыковед
, композитор, скрипач, дирижёр и музыкальный педагог, «одна из центральных фигур в музыкальной жизни Норвегии 1900-х годов».

## Биография
Начал учиться игре на скрипке в Халдене у руководителя местного военного оркестра. В 1878—1883 годах учился в Стокгольме (в частности, у Карла Юхана Линдберга), затем в Париже у Юбера Леонара и в Берлине у Эмиля Соре.
С 1890 года — первая скрипка в оркестре Театра «Христиания», затем с 1899 года — концертмейстер Национального театра. С основанием Оркестра филармонического общества в Осло в 1919 году занял место второго концертмейстера (до 1927 года), работал с ним также в качестве дирижёра. В 1899—1906 годах возглавлял струнный квартет. С 1889 года и до конца жизни преподавал в Консерватории Осло, где среди его учеников были многие заметные норвежские музыканты; опубликовал учебники гармонии (1897, 5-е издание — 1935) и скрипичной игры (1899). Автор разнообразных камерных сочинений, преимущественно для скрипки и фортепиано, с использованием народных мотивов. Кавалер ряда наград, в том числе шведской почётной медали Litteris et Artibus.